# Sány
Sány település Csehországban, a Nymburki járásban. Sány Polní Chrčice, Velký Osek, Ohaře, Volárna, Jestřabí Lhota, Opolany és Dobšice településekkel határos. Lakosainak száma 580 fő (2024. január 1.).

## Népesség
A település lakosságának változását az alábbi diagram mutatja:
| Lakosok száma | 613  | 732  | 832  | 621  | 531  | 475  | 504  | 523  | 559  | 580  |
|               | 1869 | 1900 | 1921 | 1961 | 1980 | 2011 | 2016 | 2019 | 2021 | 2024 |